# Knapić
Knapić is een plaats in de gemeente Ivanec in de Kroatische provincie Varaždin. De plaats telt 73 inwoners (2001).